# Heteroponera relicta
Heteroponera relicta är en myrart som först beskrevs av Wheeler 1915.  Heteroponera relicta ingår i släktet Heteroponera och familjen myror. Inga underarter finns listade i Catalogue of Life.